# Arisa Sato (mannequin)
Pour les articles homonymes, voir Sato.
Arisa Satō (佐藤 ありさ, Satō Arisa), née le 20 septembre 1988 à Hokkaido, est un mannequin et une talento japonaise. Elle est représentée par l'agence artistique Stardust Promotion.

## Anecdotes
- Arisa Satō aime faire du shopping[1].
- Elle joue bien du violon et est douée en calligraphie japonaise[1]. Elle joue du violon depuis qu'elle avait 9 ans[2]. Son rêve d'enfance était de devenir violoniste[3]. Au début, elle voulait jouer du saxophone ou la flûte, mais elle n'a pas pu le dire à son instituteur.
- Quand elle était lycéenne, elle a appartenu au club de chant folklorique et elle était chargée des tambours[4].

## Carrière
Elle a passé une audition de mannequins qui s’appelait "Miss Seventeen 2005". C'est à cette occasion qu'elle est devenue mannequin.